# 카를 리프크네히트 하우스

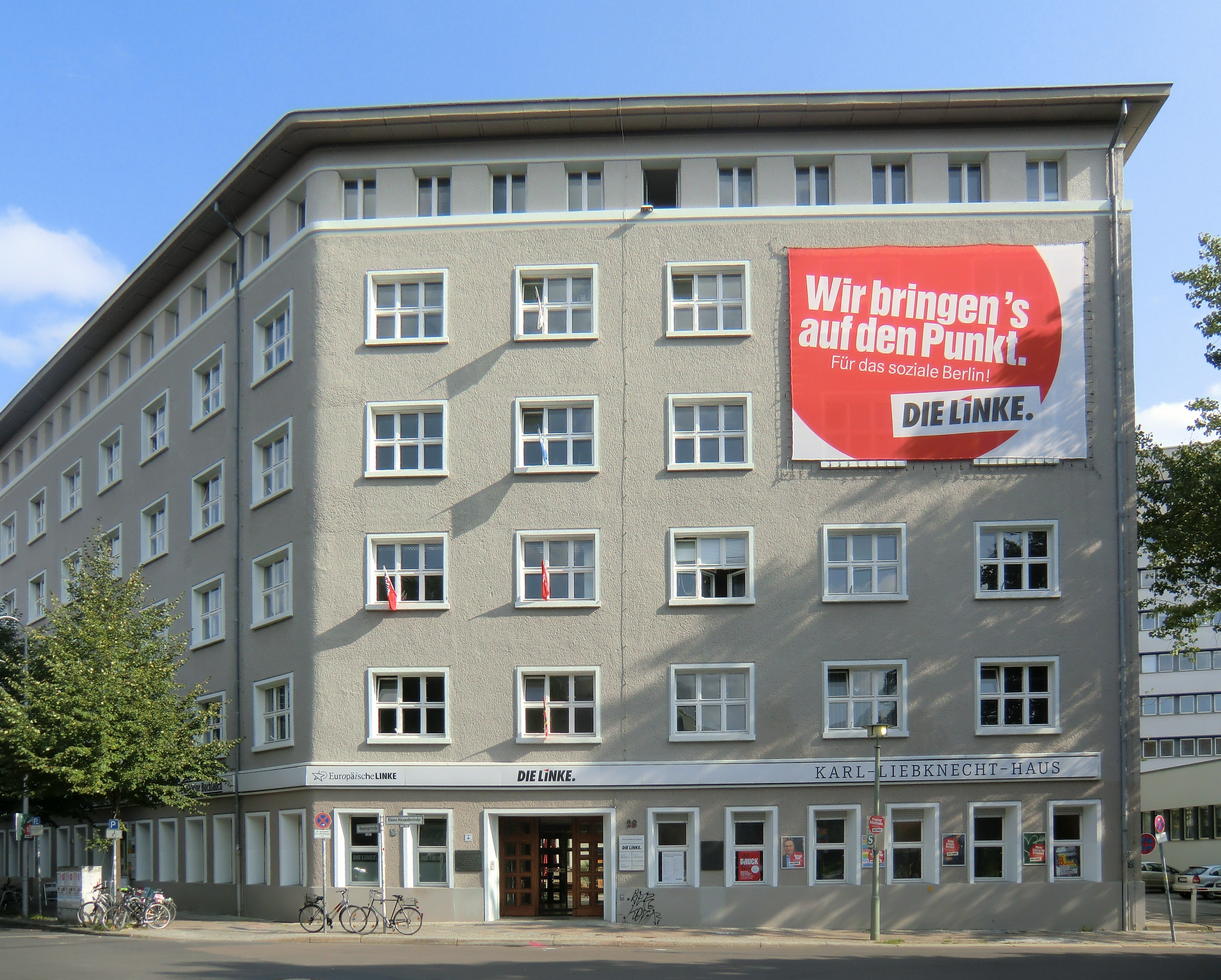
2011년 베를린 시의회 선거 전 칼 리프크네히트 하우스

카를 리프크네히트 하우스(Karl-Liebknecht-Haus)는 베를린 미테구에 있는 사무실 건물이다. 카를 리프크네히트의 이름을 따서 명명되었으며 2007년부터 독일 좌파당 중앙당사로 사용하고 있다. 크게 건물 두 동으로 구성되어 있으며, 알렉산더 광장과 로자 룩셈부르크 광장 사이에 있는 Kleine Alexanderstraße 28과 바로 맞은편인 Weydingerstraße 14–16이다.

## 역사

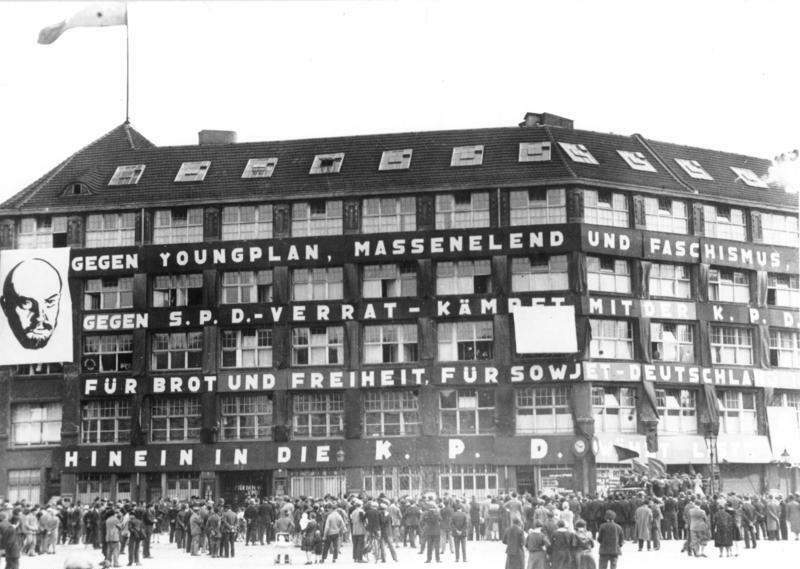
1930년 독일 국가의회 선거 당시 선거 구호가 적혀 있는 카를 리프크네히트 하우스

이 건물은 제조 업체였던 Rudolph Werth의 의뢰로 1910년 베를린 쇼이넨피어텔(Scheunenviertel)에 지어졌다. 1926년 7월 26일 독일 공산당(KPD)은 Berliner Likörfabrik AG in Liquidation의 청산 과정에서 이 건물을 매입했다. 매입가인 450,000 라이히스마르크(현재 통화로 약 180만 유로)를 조달하기 위해서 이 건물과 멀지 않은 곳인 로젠탈러 슈트라세에 있었던 공산당 중앙위원회(ZK) 건물을 매각했고 프로이센 국가은행(Preußische Staatsbank)에 650,000 라이히스마르크 저당권을 설정했다. 부동산 거래를 통한 감가상각으로 당 자산에 2만 라이히스마르크 순이익을 얻었다. 1926년부터 1928년까지 보수 공사가 진행되었던 동안 여러 곳에 분산되어 있었던 당 기관을 이전해 왔다. 공산당 중앙위원회는 1927년 늦여름에 입주했다. 1919년 1월에 11월 혁명 과정에서 살해된 독일 공산당의 공동 설립자였던 카를 리프크네히트의 이름이 이 건물에 붙여진 시기는 정확히 알려져 있지 않다. 공산당 중앙위원회 외에도 베를린 브란덴부르크 라우지츠 그렌츠마르크 지역위원회, 공산당 기관지 붉은기(Die Rote Fahne)의 편집위원회, 독일 공산주의 청년동맹 중앙위원회, 적색전선전사동맹 제복 판매소, 인쇄소가 입주했다. 에른스트 텔만 체제에서 지도부 사무실로도 사용되었으며, 빌헬름 피크, 발터 울브리히트, 헤르베르트 베너도 당시 지도부의 일원이었다. 한편 존 하트필드(John Heartfield), 막스 게브하르트(Max Gebhard)와 같은 예술가도 작업장을 설치했다. 1931년 8월 9일 건물 근처에서 공산당원이 경찰관 두 명을 살해하는 사건이 발생했다. 그 결과 경찰이 당 중앙을 며칠간 점거하고 압수 수색을 펼쳤으나 실패했다.

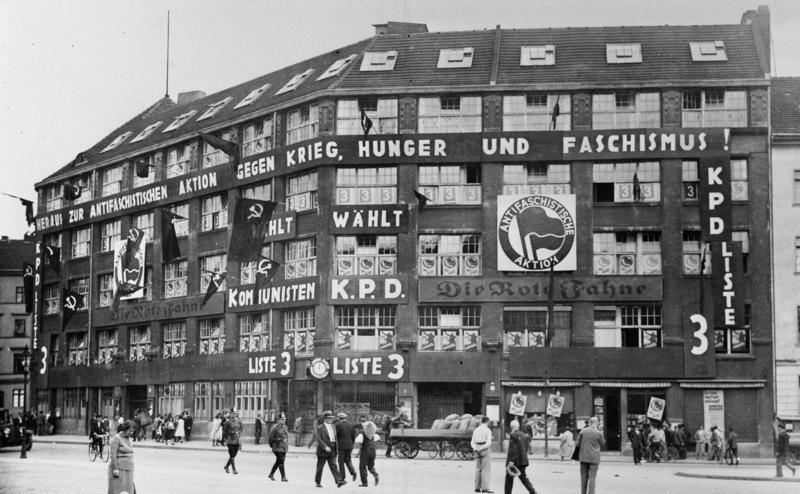
안티파 깃발이 걸려 있는 카를 리프크네히트 하우스, 1932년

1933년 2월 정치경찰에서 또 다시 카를 리프크네히트 하우스를 수색했고, 2월 26일에 종료되었다. 1933년 3월 8일에는 돌격대가 이 건물을 점거했고 호르스트 베셀 하우스(Horst-Wessel-Haus)로 개칭했다. 1933년 여름까지 나치 반대자들을 수용하는 강제 수용소로 사용했다. 1933년 11월 15일 게슈타포의 수색 과정에서 기존에 발견되지 않았던 비밀 공간 두 곳을 발견했다. 경기관총 2정 외에도 기타 총기류 16정과 탄약, 당 지도부와 당직자의 이력, 주소, 직책 등이 포함되어 있는 다량의 서류가 발견되었다. 은신처가 발견된 동기는 에른스트 텔만과 가까운 사이였던 알프레트 카트너(Alfred Kattner)가 체포되면서 제공한 정보로 추정된다. 1935년에는 이 건물이 프로이센 재무부의 지적 사무소로 이관되면서 보수 공사를 거쳤다. 새로운 출입구 홀은 호르스트 베셀의 추모 공간으로 꾸며졌다. 1937년 1월부터 이 건물은 SA 베를린 브란덴부르크 지부의 사무실로 사용되었다.
1945년 베를린 공방전 당시 건물의 일부가 파괴되었으나, 건물의 골조는 대부분 유지되었다. 1947년 12월 소련 점령군은 압류된 이 건물을 1946년 독일 공산당에서 설립한 Fundament-Gesellschaft에 넘겼다. 1949년 독일 사회주의통일당(SED) 지도부의 결정에 따라서 외관의 일부를 변경하면서 한 층을 더 증축했다. 이 공사는 이오시프 스탈린의 71세 생일인 1950년 12월에 맞춰서 완료되었다. 이 건물에는 근처 다른 건물에 있었던 사회주의통일당의 중앙당 사무소가 입주했다가, 이후에는 사회주의통일당 중앙위원회의 마르크스 레닌주의 연구소의 사무실과 접대용 건물로 사용했다.
동서독 통일 이후 동독의 정당 및 협회 자산의 합법적 취득 여부에 대한 논의가 진행되었다. 사회주의통일당의 법적 후계자인 민주사회당(PDS)은 독일 신탁청과 당 재산에 대한 협상을 진행했고, 여기에는 카를 리프크네히트 하우스가 포함되어 있었다. 협상 과정에서 민주사회당 당직자의 단식 투쟁과 경찰의 다양한 수색이 발생하는 등의 분쟁으로 흐르기도 했다. 합의 과정에서 민주사회당은 대부분의 부동산을 포기했고, 독일 공산당과 사민당이 강제 합당한 1946년 이전부터 독일 공산당에서 소유하고 있었던 카를 리프크네히트 하우스와 튀링겐주 엘거스부르크(Elgersburg) 소재 호텔 암 발트(Hotel am Wald)만이 독일 좌파당의 부동산으로 유지되었다.
1990년부터 2007년까지는 민주사회당 중앙당과 베를린 지부가 입주해 있었다. WASG와의 합당 이후에는 독일 좌파당 연방 중앙당과 베를린 지부가 입주해 있다. 당 청소년 협회인 링크스유겐트 솔리트(Linksjugent Solid)와 당 학생 협회인 디 링케.SDS(Die Linke.SDS)의 연방 중앙부도 입주해 있다. Weydingerstraße의 건물 일부에는 서점과 다양한 조직 및 협회의 사무실이 입주해 있으며, 이 중에는 자유독일청년단도 있다.

## 기념패

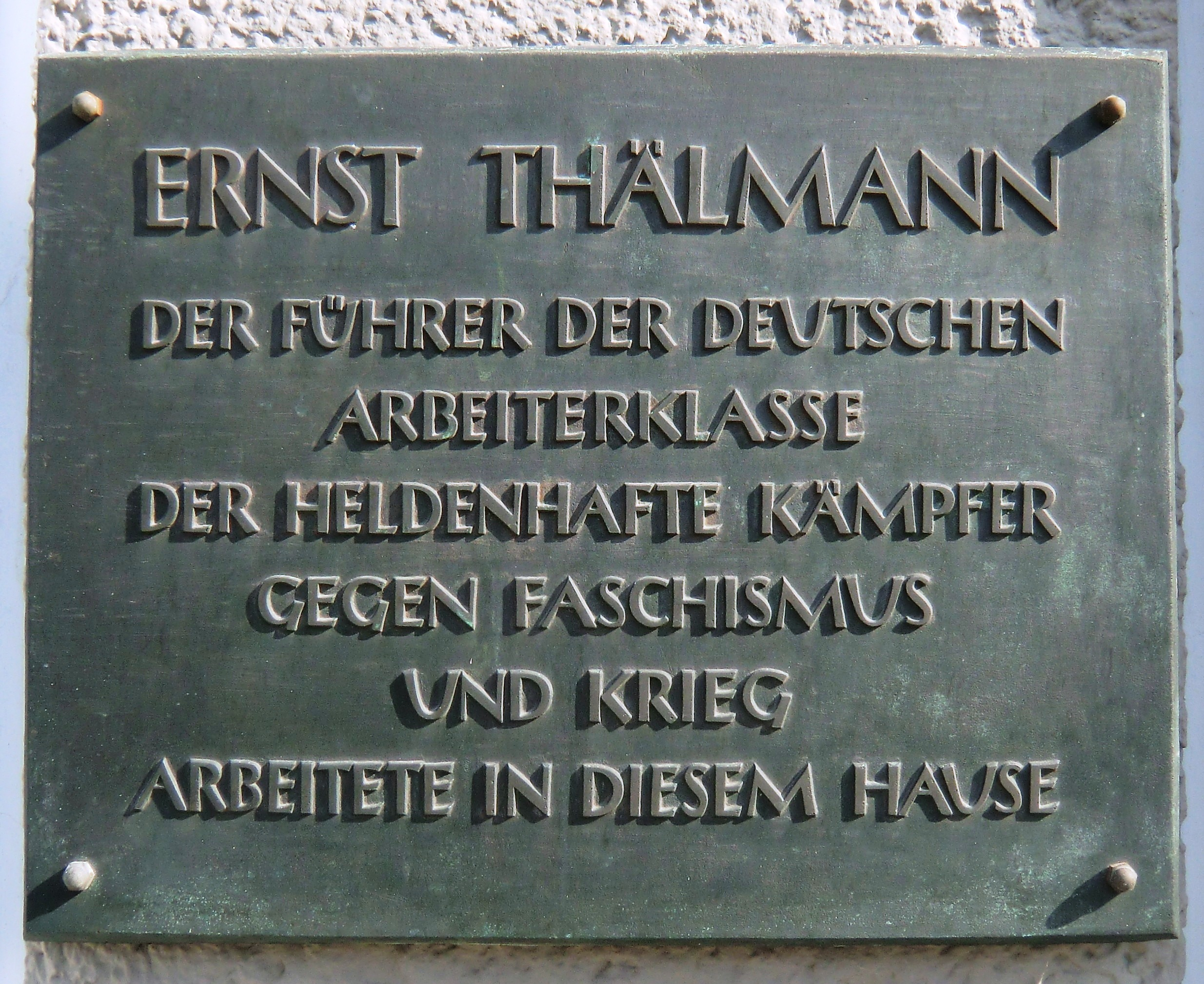
칼 리프크네히트 하우스의 기념패

카를 리프크네히트 하우스 정문 벽면 근처에는 기념패가 세 개 있다. 이 중 두 개는 동독 시기에 설치되었으며 이 건물의 공산주의적 과거를 상징한다. 기념패의 내용은 과거 독일 공산당 대표였던 에른스트 텔만과 독일 공산당 중앙위원회의 사무소이다. 후자의 전문은 다음과 같다.
Karl-Liebknecht-Haus // In diesem Gebäude arbeitete in den Jahren 1926 bis 1933 das Zentralkomitee der Kommunistischen Partei Deutschlands

2013년 12월 17일 스탈린주의에 의해서 희생당한 좌익 희생자를 기리는 기념패가 공개되었다. 2013년 10월 18일부터 20일까지 열렸던 당 대표회의 결정에 따른 것이다. 기념패의 전문은 다음과 같다.
Ehrendes Gedenken an Tausende deutsche Kommunistinnen und Kommunisten, Antifaschistinnen und Antifaschisten, die in der Sowjetunion zwischen den 1930er und 1950er Jahren willkürlich verfolgt, entrechtet, in Straflager deportiert, auf Jahrzehnte verbannt und ermordet wurden

이 건물의 대표 회의실에는 로자 룩셈부르크 홀(Rosa-Luxemburg-Saal)이라는 이름이 붙었다.

## 참고 문헌
- Ronald Friedmann: Die Zentrale. Die Geschichte des Berliner Karl-Liebknecht-Hauses. Karl Dietz Verlag, Berlin 2011, ISBN 978-3-320-02254-9.